# Toxotes microlepis
Toxotes microlepis är en fiskart som beskrevs av Günther, 1860. Toxotes microlepis ingår i släktet Toxotes och familjen Toxotidae. IUCN kategoriserar arten globalt som livskraftig. Inga underarter finns listade i Catalogue of Life.